# トラパラ (ラジオ番組)
トラパラ（とらぱら）は、RKKラジオで毎週土曜日18:30 - 18:59（JST）に放送されているラジオ番組。

## 概要・番組内容
タイトルは「トラックパラダイス」の略。
主にトラックや物流関係に関する話題等、様々なトークを展開していく。
2025年4月より、鹿児島県の南日本放送（通称・MBCラジオ）にもネット（ただし、RKKより1週遅れとなりCM時間帯はフィラー音楽が流れる）。

## 出演者

### メインパーソナリティ
- DJジーノ [4]

### 司会・進行
- 草野遥[5] （2019年8月3日 -  2020年9月19日、2021年1月16日 - ）
  - 2020年9月26日放送において休演したが、そこで当時のディレクターである宮川理佳からその前の放送回を以て産前産後休業に入ったことがアナウンスされた。2021年1月16日放送分より復帰。産休中は一部ナレーションや事前収録されたボイスサンプルを使用し登場していた。その後第2子出産の際は同様の対応および、一部回でのリモート収録の形態が採られたが、2025年2月からの第3子出産に伴う産前産後休業の際は原則的には休演とせず、産休入り前の録り貯めで対応している。

### 過去の司会・進行担当者
- 宮川理佳（『D』名義[6]、2020年9月26日 -  2021年1月9日）
  - 当番組の当時のディレクターで、ジーノや草野からは基本的にD様と呼ばれていた。ディレクターながらトークにツッコミを入れることも多く、草野遥の産休中には代理パーソナリティもつとめたが、前述の通り『D』と名乗っており、最後まで本名を名乗ることはなかった。
- シン・D（2022年度後半-2023年4月）
  - 草野の産休代理で、当時の当番組ディレクター。前任者と異なり、原則的には喋らないためここで初めて喋ることとなった。

## テーマ曲
- オープニング
  - 光GENJI「パラダイス銀河」
- エンディング
  - EPO「土曜の夜はパラダイス」